# Osj
Osj eller Osh (kirgisisk: Ош) er den 2. største by i Kirgisistan by med omkring 281.900 indbyggere. Byen er beliggende i den sydvestlige del af landet, cirka 300 km. fra den kirgisiske hovedstad, Bisjkek.
Byen er anslået, at være mere end 3000 år gammel, og er dermed landets ældste.[kilde mangler]